# Tribe Generation EP
Tribe Generation è un EP del cantautore italiano Alex Britti, allegato nel 2003 all'omonima rivista musicale.

## Tracce
1. Solo una vez o toda la vida – 3:59
2. Gelido (Versione acustica) – 5:21
3. 7000 caffè (Versione acustica) – 3:34
4. Dendedendendenden (Versione acustica) – 3:53